# Jo Inge Berget
Jo Inge Berget (Oslo, Noruega; 11 de septiembre de 1990) es un futbolista noruego. Juega como centrocampista en el Sarpsborg 08 FF de la Eliteserien.
Su hermano Ole Petter Berget también es futbolista, juega en Gran IL.

## Trayectoria

### Inicios
Berget comenzó jugando para el FC Lyn Oslo de la primera división noruega, pero jugó solo cinco partidos con el club antes de firmar con el Udinese Calcio de la Serie A italiana en 2008. En la Udinese jugó durante dos temporadas en el equipo sub-20 del club, antes de regresar a Noruega para jugar nuevamente en el Lyn y luego en el Strømsgodset IF en calidad de préstamo en 2010 y 2011.
En julio de 2011 se anunció que Berget se uniría al Molde FK en forma permanente.

### Cardiff City
En enero de 2014, Berget se unió al Cardiff City de la Premier League de Inglaterra para volver a jugar bajo quien fuera su entrenador en el Molde, Ole Gunnar Solksjaer.

#### Cesión al Celtic FC
El 28 de julio de 2014 se anunció que Berget había sido cedido al Celtic FC de Escocia hasta enero de 2015, con opción a compra al finalizar este periodo.

### Malmö FF
En enero de 2015 fue fichado por el Malmö FF de Suecia.

## Selección nacional
Berget fue parte de las selecciones sub-20 y sub-19 de Noruega, y para agosto de 2014, contaba con cuatro partidos jugados con la selección absoluta.

## Clubes
| Club                         | País           | Año       |
| ---------------------------- | -------------- | --------- |
| FK Lyn                       | Noruega        | 2008      |
| Udinese Calcio               | Italia         | 2008-2011 |
| FK Lyn (a préstamo)          | Noruega        | 2009      |
| Strømsgodset IF (a préstamo) | Noruega        | 2010-2011 |
| Molde FK                     | Noruega        | 2011-2013 |
| Cardiff City F. C.           | Gales          | 2014-2015 |
| Celtic F. C. (a préstamo)    | Escocia        | 2014-2015 |
| Malmö FF                     | Suecia         | 2015-2017 |
| New York City F. C.          | Estados Unidos | 2018-2019 |
| Malmö FF                     | Suecia         | 2019-2022 |
| Sarpsborg 08 FF              | Noruega        | 2023-     |

## Palmarés

### Campeonatos nacionales
| Título          | Club            | País    | Año  |
| --------------- | --------------- | ------- | ---- |
| Copa de Noruega | Strømsgodset IF | Noruega | 2010 |
| Tippeligaen     | Molde FK        | Noruega | 2011 |
| Tippeligaen     | Molde FK        | Noruega | 2012 |
| Copa de Noruega | Molde FK        | Noruega | 2013 |
| Allsvenskan     | Malmö FF        | Suecia  | 2016 |
| Allsvenskan     | Malmö FF        | Suecia  | 2017 |
| Allsvenskan     | Malmö FF        | Suecia  | 2020 |
| Allsvenskan     | Malmö FF        | Suecia  | 2021 |
| Copa de Suecia  | Malmö FF        | Suecia  | 2022 |